# Te Wahipounamu
Te Wāhipounamu (che in Māori significa il luogo della pietra verde, dove la pietra verde sarebbe la giada) è un Patrimonio dell'umanità dell'UNESCO che si trova nell'angolo sud-occidentale dell'Isola del Sud, in Nuova Zelanda.
Inserito nell'elenco dei Patrimoni fin dal 1990 e ampio ben 26.000 chilometri quadrati, il sito è composto dall'unione di 4 parchi nazionali:
- Aoraki/Mt Cook;
- Fiordland;
- Mount Aspiring;
- Westland Tai Poutini.

Si ritiene che questo luogo contenga alcune delle migliori rappresentazioni moderne di quella che dovevano essere la flora e la fauna presenti su Gondwana, un supercontinente originatosi nel Fanerozoico e scomparso nel Neoproterozoico.